# Stor-Märrtjärnen
Stor-Märrtjärnen är en sjö i Härjedalens kommun i Hälsingland och ingår i Ljungans huvudavrinningsområde.